# Goląsza Biska
Goląsza Biska – przysiółek wsi Goląsza Dolna w Polsce położona w województwie śląskim, w powiecie będzińskim, w gminie Psary. Do końca 2017 roku była to samodzielna wieś.
W latach 1975–1998 miejscowość administracyjnie należała do województwa katowickiego.